# Скобл, Роберт
Роберт Скобл (англ. Robert Scoble; род. 18 января 1965, Пискатауэй, Нью-Джерси) — американский блогер, ИТ-евангелист и разработчик. Скобл наиболее известен своим блогом «Scobleizer», который стал известен во время его работы в качестве ИТ-евангелиста в «Microsoft». Позже он работал в «Fast Company» в качестве видеоблогера, а затем в «Rackspace» и на спонсируемом «Rackspace» сайте сообщества «Building 43», продвигающем прорывные технологии и стартапы.

## Ранняя жизнь и образование
Скобл родился в штате Нью-Джерси в 1965 году и вырос примерно в километре от главного офиса Apple Computer в Кремниевой долине.
В 1993 году он бросил учёбу в Школе журналистики и массовых коммуникаций Университета штата Калифорния в Сан-Хосе, не получив учёную степень по журналистике.

## Карьера

### Microsoft
В июне 2003 года Скобл принял должность в «Microsoft». The Economist описал влияние Скобла в своем выпуске от 15 февраля 2005 года:
Он стал небольшой знаменитостью среди гиков по всему миру, которые читали его блог с религиозным рвением. Впечатляет, что он также преуспел там, где небольшие армии более традиционных типов связей с общественностью терпели неудачу в течение многих лет: он заставил Microsoft, с его историей монополистического запугивания, казаться незначительно, но заметно менее злой для внешнего мира, и особенно для независимых разработчиков программного обеспечения, которые являются его основной аудиторией.
10 июня 2006 года Скобл объявил, что покидает Microsoft, чтобы присоединиться к Podtech.net в качестве вице-президента по развитию медиа с более высокой зарплатой в сочетании с «довольно агрессивным опционом на акции» предложением, которое сделало бы его богатым, если бы его новая компания преуспела. По данным Alexa Internet, в тот день на его блог и PodTech пришёлся самый большой трафик за всё время их существования. 28 июня 2006 года был его последний день в Microsoft.

### Fast Company
11 декабря 2007 года, принимая участие в панельной дискуссии на конференции «LeWeb3», он непреднамеренно слил новость (загрузив пост на «TechCrunch») о том, что он покинет PodTech 14 января 2008 года и, скорее всего, присоединится к «Fast Company». 12 декабря 2007 года Он подтвердил эту новость в своем блоге, но заявил, что ещё не подписал контракт с «Fast Company». Он дал видеоинтервью о своих планах и арендовал студийное пространство у «Revision3».
3 марта 2008 года Скобл запустил FastCompany.tv с двумя шоу: FastCompany Live и ScobleizerTV. Он характеризует первое как «шоу, сделанное полностью на мобильных телефонах». Второе похоже на его предыдущее шоу на PodTech, только с лучшим оборудованием и оператором. Шоу записывается двумя камерами в формате 720p HD.

### Rackspace и Building 43
14 марта 2009 года Скобл объявил в своем блоге и на «Gillmor Gang», что он присоединяется к «Rackspace». В рамках своей работы там он объединился с компанией для разработки «Building 43», нового контента и веб-сайта социальной сети, направленного на помощь в развитии новых стартапов и продвижении новаторских технологий. В 2012 году «Building 43» был переименован в «Small Teams, Big Impact».
В 2016 году Скобл покинул «Rackspace», чтобы присоединиться к «UploadVR» в качестве предпринимателя-резидента.

## Обвинения в сексуальных домогательствах и нападениях
20 октября 2017 года новостное издание «BuzzFeed» опубликовало статью, в которой утверждается, что в 2010 году Скобл совершил сексуальное насилие над Мишель Грир, своей коллегой по «Rackspace», и Куинн Нортон, технологическим журналистом. После публикации статьи BuzzFeed Скобл извинился, заявив, что он работает над тем, чтобы загладить свою вину с тех пор, как два года назад стал трезвым. Однако несколько женщин опровергли это утверждение, сообщив, что он делал неуместные попытки добиться признания вины в тот период времени, когда, по его словам, он был трезвым. Несколько дней спустя он удалил свои извинения и заявил о своей невиновности в сообщении в блоге, в котором также было объявлено о его новой компании «LightPitch».
Немедленно отреагировала Ассоциация VR/AR (VRARA), заявив: «В свете последних новостей и обвинений в сексуальных домогательствах со стороны Роберта Скобла Ассоциация VR/AR официально исключила Роберта из нашего Совета консультантов. Наша организация не одобряет домогательства любого рода и считает, что это лучший курс действий».
Скобл ушёл из «Transformation Group», своей консалтинговой фирмы по дополненной реальности, которую он основал в конце 2016 года.

## Появления и упоминания в СМИ
В ноябре 2013 года Скобл был содокладчиком Шел Израэль на конференции Telstra Australian Digital Summit 2013. Скобл и Израэль говорили о своей книге под названием «Век контекста: мобильные устройства, датчики, данные и будущее конфиденциальности».
1 апреля 2008 года «The Register» опубликовал первоапрельскую шутку, утверждая, что Роберт Скобл на самом деле является ботом IBM. 
14 ноября 2007 года он был участником игрового шоу на «NewTeeVee Live», в котором участвовали другие интернет-знаменитости, такие как: Вероника Белмонт, Кейси МакКиннон, Кали Льюис, Кевин Роуз, Джастин Кан и другие.
6 ноября 2006 года Скобл выступил в качестве участника дискуссии на мероприятии Китайской ассоциации профессионалов в области программного обеспечения под названием «Новая эра влияния: влияние социальных вычислений на медиа и маркетинг».
В 2010 году СМИ широко рассмотрели вопрос о Quora. По словам Роберта Скобла, Quora удалось объединить атрибуты Twitter и Facebook . Позже, в 2011 году, Скобл раскритиковал Quora за то, что он является «ужасным сервисом для ведения блогов» и, хотя и достойный сайт вопросов и ответов, не намного лучше, чем альтернативы.

## Миллискобл
В сентябре 2008 года Follow cost, веб-сайт, который подсчитывал, насколько раздражающим будет подписываться на кого-либо в Twitter, изобрел единицу измерения миллискобл, которая определяется как: «1/1000 от среднего ежедневного количества обновлений статуса Twitter Роберта Скобла по состоянию на 10:09 CST 25 сентября 2008 года». В то время Скобл в среднем писал 21,21 твита в день, поэтому миллискобл равен 0,02121 твита в день. Человек с рейтингом миллискобла 1000 будет таким же раздражающим для подписчиков, как и Скобл.

## Личная жизнь
Он женат на Марьям Гаеммагами Скобл. Хотя Роберт считал себя агностиком, он принял ислам во время женитьбы. У него трое сыновей, один из которых страдает аутизмом.